# آلوکند
الوکند (ترکی آذربایجانی: Alukend) یک منطقهٔ مسکونی در جمهوری آرتساخ است که در استان شاهومیان واقع شده‌است.